# 义牒镇
义牒镇，是中华人民共和国山西省吕梁市石楼县下辖的一个乡镇级行政单位。

## 行政区划
义牒镇下辖以下地区：
石家坪村、张家塔村、褚家峪村、西峪村、留村、下河村、义牒村和圪堵坪村。